# Tour de San Luis
Die Tour de San Luis war ein argentinisches Straßenradrennen.
Das Etappenrennen wurde 2007 zum ersten Mal ausgetragen und fand seitdem jährlich bis 2016 im Januar statt. Austragungsort war die Provinz San Luis im westlichen Zentrum Argentiniens. Das Rennen zählte zur UCI America Tour und war in die Kategorie 2.1 eingestuft. Es wurde in einem Prolog und fünf Etappen ausgerichtet.
Von 2014 bis 2016 wurde die Tour de San Luis als Tour Femenino de San Luis auch für Frauen ausgetragen. Sie war zunächst in der UCI-Kategorie 2.1 eingestuft und ging 2016 sie über sechs Etappen und wurde auf die Kategorie 2.2. heraufgestuft. Am Tag vor Beginn der Rundfahrt fand 2015 und 2016 der Gran Prix San Luis Femenino in UCI-Kategorie 1.2 statt.
Aufgrund finanzieller Probleme wurde im Oktober 2016 bekannt gegeben, dass der Wettbewerb 2017 nicht ausgetragen wird.

## Sieger
| - 2016 Dayer Quintana - 2015 Daniel Díaz - 2014 Nairo Quintana - 2013 Daniel Díaz - 2012 Levi Leipheimer | - 2011 Marco Arriagada - 2010 Vincenzo Nibali - 2009 Alfredo Lucero - 2008 Martín Garrido - 2007 Jorge Giacinti |

## Siegerinnen
| Tour Femenino de San Luis - 2016 Katherine Hall - 2015 Jamildes Fernandes - 2013 Alison Powers | Gran Prix San Luis Femenino - 2016 Małgorzata Jasińska - 2015 Hannah Barnes |